# Jakob Ernst Koch (Senior, 1797)
Jakob Ernst Koch, je nach Zählweise Jakob Ernst Koch (I.) oder Jakob Ernst Koch (II.) (* 28. April 1797 in Wallern an der Trattnach; † 16. Oktober 1856 ebendort), war Pfarrer der evangelischen Kirchengemeinde in Wallern, Senior und zuletzt Verwalter der Evangelischen Superintendentur A. B. Oberösterreich.

## Leben

Die von Pfarrer Jakob Ernst II. errichtete Dreieinigkeitskirche (Aufnahme um ca. 1900)

Er war der Sohn des aus Ortenburg bei Passau stammenden evangelischen Seelsorgers Jakob Koch (1744–1822), der nach Erlassung des Toleranzedikts seine Vikarstelle in Nürnberg aufgegeben und sich 1782 in der oberösterreichischen Gemeinde Wallern niedergelassen hatte, wo ihm von der evangelischen Kirchengemeinde das Pfarramt angeboten wurde.
Seine theologischen Studien absolvierte Jakob Ernst in Tübingen. Nach dem Tod seines Vaters wurde er Pfarrer in Wallern, wo er noch im selben Jahr ein neues Schulhaus für evangelische Kinder einweihte. Die Gottesdienste musste er aber wegen der fehlenden finanziellen Mittel noch jahrzehntelang im Bethaus abhalten, das die Kirchengemeinde seinem Vater zur Verfügung gestellt hatte.
Um das Jahr 1848 begann Koch, der über keine nennenswerten Kenntnisse im Baufach verfügte, Pläne für ein neues Gotteshaus zu zeichnen, die er dem Baumeister Carl Alexander Heideloff zur Ausarbeitung übergab. Da dieser nur eine Kirche im neugotischen und nicht, wie von ihm gewünscht, im Rundbogenstil ausführen wollte, wandte sich Koch an einen versierten Maurermeister aus seiner Gemeinde, der seine Vorstellungen konkretisierte und in die Praxis umsetzte. Am 1. Mai 1851 wurde in einem feierlichen Akt der Grundstein für die neue Dreieinigkeitskirche gelegt. 1852 war der Bau schon so weit fortgeschritten, dass der steinerne Altar aufgestellt werden konnte, wofür eine besondere Genehmigung erforderlich war.
1855 wurde er Senior der evangelischen Kirchengemeinden in Attersee, Eferding, Goisern, Hallstatt, Linz, Neukematen, Rutzenmoos, Scharten, Thening, Wallern und Wels. Nach dem Tod des Superintendenten Johann Theodor Wehrenfennig übernahm er als sein Stellvertreter dessen Amtsgeschäfte. In dieser Eigenschaft konnte er, bevor er im Alter von 59 Jahren verstarb, noch den Grundstein zur neuen evangelischen Kirche im Feld in Thening legen.

## Würdigung
Koch zählte zu seiner Zeit zu den bedeutendsten Theologen der evangelischen Kirche in Österreich. Als Teilnehmer an der Wiener Vertrauensmännerkonferenz, welche über die Gestaltung der evangelischen Kirchenverfassung beriet und Abgesandter bei verschiedenen ausländischen kirchlichen Tagungen konnte er wichtige Beiträge liefern. Dem auf dem oberösterreichischen Provinzial-Landtag am 8. August 1848 gehaltenen Vortrag: Nähere Darstellung der Art und Weise, wie der Grundsatz der vollkommenen Gleichheit der christlichen Konfession in Beziehung auf die evangelische Kirche Augsburger Confession im Lande ob der Enns zu entwickeln und auf ihre verschiedenen Verhältnisse anzuwenden sei, von dem später eine Denkschrift erschienen ist, wurde auch von katholischer Seite Lob gezollt.

## Varia
Jakob Ernst Koch war überzeugter Oberösterreicher, der sich anders als sein Vater, auch im Dialekt sehr gewandt ausdrücken konnte.
Als in Wallern auf der Grundlage des Gesetzes vom 17. März 1849 die ersten freien Wahlen auf Gemeindeebene abgehalten wurden, wurde er mit drei weiteren Glaubensgenossen in den Gemeindeausschuss gewählt.

## Familiäres
Jakob Ernst Koch war mit Elisabeth Hofer (1810–1860), der Tochter eines Großbauern in Wallern verheiratet, die ihm sieben Söhne und drei Töchter gebar. Von den männlichen Nachkommen widmeten sich drei – Jakob Ernst Koch (Superintendent, 1836), Josef Friedrich Koch und August Georg Koch – der Seelsorge. Von den anderen Söhnen ist Gustav Adolf Koch zu erwähnen, der Rektor an der Wiener Hochschule für Bodenkultur war.